# Trojúhelníkový obchod

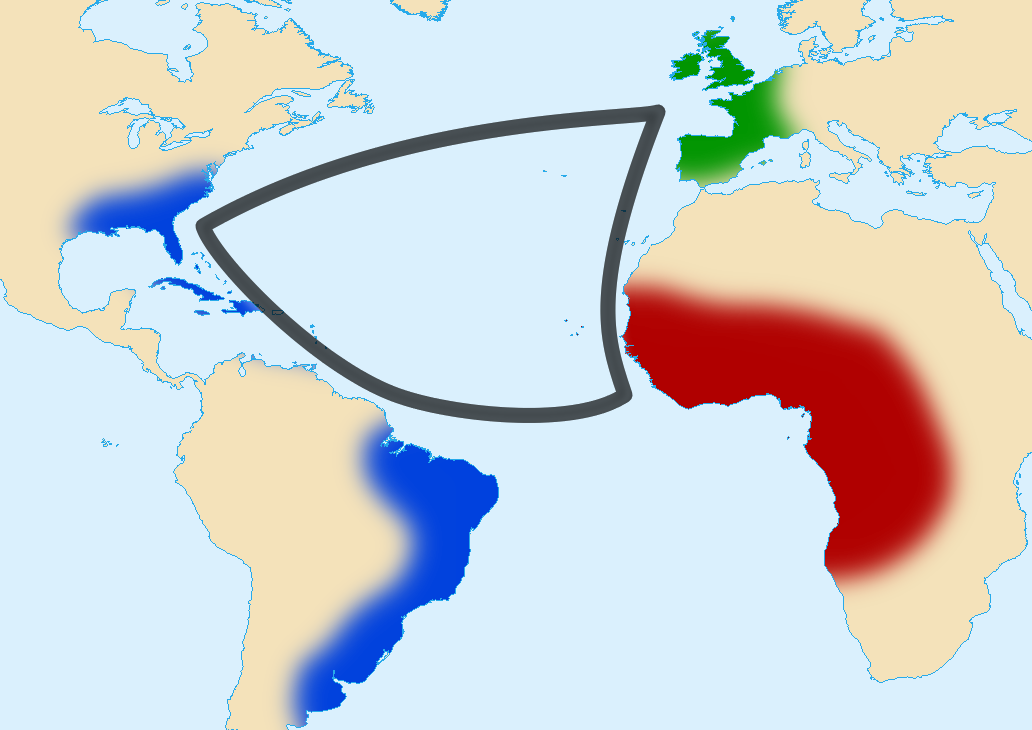
Schéma trojúhelníkového obchodu

Trojúhelníkový obchod je označení pro obchod probíhající od 17. do 19. století (nejintenzivněji v 18. století) mezi Evropou, Afrikou a Amerikou. Především Britové vyplouvali z Evropy do Afriky s levným nákladem nakoupených zbraní, textilu, bižuterie a alkoholu. Toto zboží v Africe s africkými králi vyměnili za otroky. Poté Britové otroky naložili do lodí a vypluli na další cestu – do střední Ameriky. V Americe, hlavně na karibských ostrovech, prodali Britové přeživší otroky majitelům plantáží s obrovskými zisky. Otroci poté násilím nuceni museli pracovat na plantážích s cukrovou třtinou, tabákem a bavlnou. Za část utržených peněz z prodeje otroků obchodníci v Americe nakoupili velmi levně (jelikož pracovní síla byli otroci) cukr, tabák, bavlnu, zlato, stříbro a pluli zpět do Británie, odkud toto zboží s nepředstavitelným ziskem prodávali do celé Evropy. V Evropě opět nakoupili levné zboží a znovu vyrazili do Afriky. Trojúhelník se tak uzavřel a pokračoval znovu a znovu několik set let.
Tento obchod mezi mateřskou kolonizátorskou zemí a kolonizovaným územím byl pouze jednostranně výhodný. Generoval obrovské zisky britským obchodníkům a jejich domovské zemi, což se projevilo investicemi do podnikání. Tak byl nastartován hospodářský růst průmyslové revoluce, jež se rozšířila do celé Evropy (19. století) a následně i většiny světa.
Historik Dušan Třeštík říká, že za to, čím dnes naše „euro–americko–dálněvýchodní průmyslová“ civilizace je, vděčíme do značné míry právě trojúhelníkovému obchodu, který se točil mezi Británií, Afrikou a Amerikou. Cenou za jeho fungování a tedy naší „vyspělost“ a rozvojem, bylo (mimo jiné) až 20 milionů lidských obětí (otroků).
2/3 otroků pracovalo tehdy na ostrovech v Karibiku při pěstování cukrové třtiny. Cukr si ale mohli tehdy koupit jen bohatí. Je zcela absurdní aby cukr mohl financovat průmyslovou revoluci. Jinak, asijský obchod evropských zemí byl tehdy financován hlavně stříbrem z Potosí, které ovšem netěžili černí otroci.